# 三村芙実
三村 芙実（みつむら ふみ、1985年3月1日 - ）は、日本の陸上競技選手。専門は競歩。

## 概要
埼玉県立熊谷女子高等学校在学中、2002年世界ジュニア陸上競技選手権大会女子10000メートル競歩に出場し優勝した（タイムは46分01秒51）。この優勝は、1994年世界ジュニア陸上競技選手権大会女子10000mで金メダルを獲得した山崎陽子以来、日本勢史上2人目の金メダル獲得となり、JOCスポーツ賞新人賞を受賞した。
熊谷女子高等学校卒業後は立命館大学へ進んだ。
第59回国民体育大会では選手宣誓を務めた。
2004年世界ジュニア陸上競技選手権大会女子10000メートル競歩では4位（タイムは47分10秒89）。

## 記録
- 5000m競歩 - 21分34秒30（2003年7月6日）
- 10000m競歩 - 45分17秒13（2004年5月9日）
- 10km競歩 - 46分04秒（2004年4月11日）
- 20km競歩 - 1時間49分05秒（2003年8月25日）